# Jon Sieben
Jonathan Scott Sieben (Brisbane, 24 de agosto de 1966) es un nadador australiano retirado especializado en pruebas de estilo mariposa, donde consiguió ser campeón olímpico en 1984 en los 200 metros.

## Carrera deportiva
En los Juegos Olímpicos de Los Ángeles 1984 ganó la medalla de oro en los 200 metros estilo mariposa, con un tiempo de 1:57.04 segundos que fue récord del mundo, por delante del alemán Michael Gross y del venezolano Rafael Vidal; en cuando a las pruebas de equipo, ganó el bronce en los relevos de 4x100 metros estilos, con un tiempo de 3:43.25 segundos, tras Estados Unidos y Canadá.